# Razó
La razó o razo è una spiegazione, scritta in occitano, delle circostanze che hanno dato origine a una poesia da parte di un trovatore o di una trobairitz. Una razo di solito introduce un singolo componimento poetico, agendo come una prefazione e spiegazione in prosa; potrebbe, però, condividere alcune caratteristiche della vida e il confine tra i due generi non è mai netto.

## Origine
La parola razó significa «ragione» in occitano. Nei canzonieri, collezioni manoscritte di poesia trobadorica medievale, alcune poesie sono accompagnate da una spiegazione in prosa il cui scopo è quello di spiegare i motivi per cui la poesia è stata composta. 
Questi testi sono occasionalmente basati su fonti indipendenti. In un certo senso essi integrano le vidas (biografie) di quegli stessi manoscritti e sono utili per i moderni ricercatori storici e letterari. Spesso, tuttavia, è chiaro che le affermazioni esposte nelle razos sono semplicemente dedotte da letture letterali di dettagli delle poesie stesse.  La maggior parte delle razos pervenuteci è contenuta nell'opera di Uc de Saint Circ, composta in Italia tra il 1227 e il 1230.
Spiegazioni biografiche delle poesie non sono ignote alle altre letterature. Per un esempio in latino contemporaneo ai primissimi razos si veda Linquo coax ranis. In un manoscritto di Bergamo si trova una rubrica latina esplicativa che precede il partimen in lingua occitana Si paradis et enfernz son aital di Girard Cavalaz e Aycart del Fossat.
Alle razós provenzali s'ispirò Dante Alighieri nella composizione della Vita Nova.